# Зидови Малапаге
 Зидови Малапаге (итал. Le mura di Malapaga, фр. Au-delà des grilles) је француско-италијанска филмаска драма из 1949. године који је режирао Рене Клеман, а у главне улоге тумаче Жан Габен, Иса Миранда и Адндреа Чечи.
Филм је продуцирао Алфредо Гварини, музику је радио Роман Влад, а на послу кинематографије био задужен  Луис Пејџ.

## Радња
Габен је Пјер Арињон, француски криминалац, у бекству који се налази у Ђенови у Италији и заљубљује се у Марту Манфредини (Иса Миранда), мештанку. Радња филма је смештена у Италију, а дијалог је првенствено на француском језику.

## Улоге
- Жан Габен - Пјер Арињон
- Иса Миранда - Марта Манфредини
- Вера Талчни - Чечина, Мартина ћерка
- Андреа Чечи - Ђузепе, Мартин супруг
- Роберт Далбан - маринац
- Аве Ничи - Марија, комшиница
- Чечо Рисоне - фалсификатор
- Ренато Малаваси - зубар
- Карло Тамберлани - инспектор
- Виторио Дус - агент

## Награде и признања
Филм Зидови Малапаге био је веома цењен у своје време, освојио је Оскара за најбољи међународни филм, а Клеман и Миранда освоји су награде на Канском филмском фестивалу 1949. године.